# Pawieł Sieliwierstau
Pawieł Wadzimawicz Sieliwierstau (biał. Павел Вадзімавіч Селіверстаў, ros. Павел Вадимович Селиверстов Pawieł Wadimowicz Sieliwierstow; ur. 2 września 1996) – białoruski lekkoatleta specjalizujący się w skoku wzwyż.
W 2013 bez awansu do finału startował na mistrzostwach świata juniorów młodszych w Doniecku. Piąty zawodnik czempionatu Europy juniorów w Eskilstunie (2015). Rok później odpadł w eliminacjach podczas mistrzostw Starego Kontynentu w Amsterdamie. Brązowy medalista halowych mistrzostw Europy z Belgradu (2017).
Złoty medalista mistrzostw Białorusi oraz reprezentant kraju w meczach międzypaństwowych juniorów.
Rekordy życiowe: stadion – 2,30 (16 lipca 2016, Andújar); hala – 2,32 (11 lutego 2017, Trzyniec).

## Osiągnięcia
| Rok  | Impreza                                 | Miejsce    | Lokata            | Wynik |
| ---- | --------------------------------------- | ---------- | ----------------- | ----- |
| 2013 | Mistrzostwa świata juniorów młodszych   | Donieck    | el. – 17. miejsce | 2,07  |
| 2015 | Mistrzostwa Europy juniorów             | Eskilstuna | 5. miejsce        | 2,17  |
| 2016 | Mistrzostwa Europy                      | Amsterdam  | el. – 19. miejsce | 2,19  |
| 2017 | Halowe mistrzostwa Europy               | Belgrad    | 3. miejsce        | 2,27  |
| 2017 | Superliga drużynowych mistrzostw Europy | Lille      | 7. miejsce        | 2,17  |
| 2017 | Młodzieżowe mistrzostwa Europy          | Bydgoszcz  | 5. miejsce        | 2,22  |
| 2019 | Światowe wojskowe igrzyska sportowe     | Wuhan      | 10. miejsce       | 2,05  |